# Conus rarimaculatus
Conus rarimaculatus é uma espécie de gastrópode do gênero Conus, pertencente a família Conidae.